# Frank Pingel
Frank Pingel (né le 9 mai 1964 à Vejlby) est un footballeur danois, qui a joué en position de buteur.

## Biographie

### En club
Il a notamment représenté des équipes comme AGF Århus et Brøndby IF au Danemark, ou comme TSV Munich 1860, Newcastle United Football Club, Bursaspor, Fenerbahçe SK et LOSC Lille Métropole à l'étranger.

### En sélection
Il a également joué 11 matchs et a marqué cinq buts pour l'équipe nationale de football du Danemark. 

### Entraîneur
En 2000, Pingel a entraîné brièvement à Århus Fremad.